# 第81屆威尼斯影展
第81屆威尼斯影展於2024年8月28日至9月7日在義大利威尼斯麗都島舉行。評審團主席由法國演員伊莎貝·雨蓓擔任。榮譽金獅獎由澳洲導演彼得·威爾和美國演員雪歌妮·薇佛獲得。

## 評審團

### 正式競賽[8]
- 伊莎貝·雨蓓：演員。（評審團主席）
- 傑姆士·葛瑞：導演、編劇。
- 安德魯·海格：導演、編劇。
- 安格妮茲卡·賀蘭：導演、編劇、製片。
- 克雷伯·曼東沙·費侯：導演、編劇、策展人。
- 阿博德哈蒙·西塞科：導演、編劇、製片。
- 朱賽貝·托納多雷：導演、編劇。
- 尤莉亞·馮·海茲（德语：Julia von Heinz）：導演、編劇。
- 章子怡：演員。

### 地平線[9]
- 黛柏拉·格蘭尼克（英语：Debra Granik）：導演、編劇。（評審團主席）
- 阿里·阿斯加利（波斯語：علی عسگری）：導演、編劇、製片。
- 蘇達德·達登（阿拉伯语：سؤدد كعدان）：導演、編劇。
- 克里斯托斯·尼古（希臘語：Χρήστος Νίκου）：導演、編劇、製片。
- 圖娃·諾沃妮（瑞典语：Tuva Novotny）：演員、導演。
- 加博爾·雷伊斯（匈牙利语：Reisz Gábor）：導演。
- 瓦莉亞·珊黛拉（義大利語：Valia Santella）：導演、編劇。

### 未來之獅獎[9]
- 吉安尼·卡諾瓦（義大利語：Gianni Canova）：影評。（評審團主席）
- 瑞奇·丹布羅斯（英语：Ricky D’Ambrose）：導演、編劇。
- 芭芭拉·帕茲（葡萄牙語：Bárbara Paz）：導演、視覺藝術家、演員、製片。
- 泰勒·羅素：演員、導演。
- 王慶鏘：策展人、電影市場總監。

### 威尼斯沉浸式[10]
- 席琳·戴門（荷兰语：Celine Daemen）：導演。（評審團主席）
- 瑪麗恩·伯格（法语：Marion Burger）：美術設計師。
- 阿德里安·洛克曼（荷兰语：Adriaan Lokman）：導演、動畫師。

### 威尼斯經典[11]
- 雷納多·德·馬利亞（義大利語：Renato De Maria）：導演、編劇。（評審團主席）
- 24名學生組成的評審團。

### 獨立評審團

#### 國際影評人週
- 卡忍·阿言（土耳其語：Kerem Ayan）：製片。
- ／ 雅絲敏·班基蘭（法语：Yasmine Benkiran）：導演。
- ／ 阿麗安·拉蓓：演員。

#### 威尼斯日[12]
- 瓊安娜·霍格（英语：Joanna Hogg）：導演、編劇。（評審團主席）
- “27時代電影”項目的10名前參與者組成的評審團。

## 官方單元

### 正式競賽
以下電影被選為競賽片，並依首映日期排序，可角逐最高榮譽金獅獎：
| 中文片名           | 原文片名                 | 導演                                | 製作國                           |
| ------------------ | ------------------------ | ----------------------------------- | -------------------------------- |
| 《玛丽亚》         | Maria                    | 帕布羅·拉瑞恩                       | 義大利、 德国、 美国             |
| 《殺死騎師》‡      | El jockey                | 路易斯·奧特加                       | 阿根廷、 西班牙                  |
| 《乖女孩》         | Babygirl                 | 哈琳娜·瑞金                         | 美国                             |
| 《有種錯過叫做愛》 | Trois amies              | 伊曼紐爾·莫芮                       | 法國                             |
| 《他們之後的孩子》 | Leurs enfants après eux  | 呂多維克·布克赫馬 佐蘭·布克赫馬     | 法國                             |
| 《戰場》           | Campo di battaglia       | 吉安尼·阿梅利奧                     | 義大利                           |
| 《秩序》           | The Order                | 賈斯汀·克佐                         | 加拿大                           |
| 《粗獷派建築師》   | The Brutalist            | 布拉迪·科貝特                       | 英国                             |
| 《我仍在此》       | Ainda estou aqui         | 華特·薩勒斯                         | 巴西、 法國                      |
| 《沒有煙硝的山村》 | Vermiglio                | 莫拉·德佩洛                         | 義大利、 法國、 比利时           |
| 《隔壁的房間》     | La habitación de al lado | 佩卓·阿莫多瓦                       | 西班牙                           |
| 《收成》           | Harvest                  | 雅典娜·瑞秋·特桑加里                | 英国、 德国、 希腊、 法國、 美国 |
| 《酷儿》‡          | Queer                    | 盧卡·格達戈尼諾                     | 義大利、 美国                    |
| 《安靜的兒子》     | Jouer avec le feu        | 黛爾芬·寇林 穆麗爾·寇林             | 法國                             |
| 《小丑：雙重瘋狂》 | Joker: Folie à Deux      | 陶德·菲利普斯                       | 美国                             |
| 《未來天后》       | Diva Futura              | 茱莉亞·施泰格瓦爾特                 | 義大利                           |
| 《四月勿語》       | აპრილი                   | 迪雅·庫倫貝加什維利                 | 、 法國、 義大利                 |
| 《西西里來信》     | Iddu                     | 法比奧·葛拉薩多尼亞 安東尼奧·皮亞扎 | 義大利、 法國                    |
| 《默視錄》         | 《默視錄》               | 楊修華                              | 新加坡、 臺灣、 法國、 美国      |
| 《青春（歸）》     | 《青春（歸）》           | 王兵                                | 法國、 盧森堡、 荷蘭             |
| 《關於愛》‡        | Kjærlighet               | 達格·約翰·豪格魯德                  | 挪威                             |

‡ 表示為LGBT題材電影，可角逐酷兒獅獎。

### 非競賽片
以下電影選定為非競賽片放映：
| 中文片名                         | 原文片名                                        | 導演                                                    | 製作國                                           |
| 劇情片                           | 劇情片                                          | 劇情片                                                  | 劇情片                                           |
| -------------------------------- | ----------------------------------------------- | ------------------------------------------------------- | ------------------------------------------------ |
| 《陰間大法師2》（開幕片）        | Beetlejuice Beetlejuice                         | 提姆·波頓                                               | 美国                                             |
| 《仇雲殺機》                     | クラウド                                        | 黑澤清                                                  | 日本                                             |
| 《嬰兒入侵》                     | Baby Invasion                                   | 哈蒙尼·科林                                             | 美国                                             |
| 《惡狼特工》                     | Wolfs                                           | 強·華茲                                                 | 美国                                             |
| 《幻嗅》                         | Phantosmia                                      | 拉夫·狄亞茲                                             | 菲律賓                                           |
| 《人生路漫漫》                   | Finalement... ou La folie des sentiments        | 克勞德·雷路許                                           | 法國                                             |
| 《馬爾多羅行動》                 | Maldoror                                        | 法布里斯·杜·韋斯                                        | 比利时、 法國                                    |
| 《破碎的憤怒》                   | Broken Rage                                     | 北野武                                                  | 日本                                             |
| 《所需的時間》                   | Il tempo che ci vuole                           | 法蘭西絲卡·柯門希妮                                     | 義大利、 法國                                    |
| 《地平線：美國傳奇 第二部》      | Horizon: An American Saga – Chapter 2           | 凱文·科斯納                                             | 美国                                             |
| 《美國後院》（閉幕片）           | L'orto americano                                | 普皮·艾瓦帝                                             | 義大利                                           |
| 紀錄片                           |                                                 |                                                         |                                                  |
| 《分離》                         | Separated                                       | 埃洛·莫里斯                                             | 美国、 墨西哥                                    |
| 《熱帶啟示錄》                   | Apocalipse nos Trópicos                         | 佩特拉·哥斯達                                           | 巴西                                             |
| 《萊芬斯坦》                     | Riefenstahl                                     | 安德烈斯·凡伊爾                                         | 德国                                             |
| 《一對一：約翰和洋子》           | One to One: John & Yoko                         | 凱文·麥克唐納 山姆·賴斯-愛德華茲                        | 英国                                             |
| 《巴以往事》                     | Israel Palestina pa Svensk TV 1958-1989         | 約蘭·奧爾森                                             | 瑞典、 芬兰、 丹麦                               |
| 《戰爭何為》                     | Why War                                         | 阿莫斯·吉泰                                             | 以色列、 法國                                    |
| 《2073》                         | 2073                                            | 阿西夫·卡帕迪亞                                         | 英国                                             |
| 《自然百科》                     | Bestiari, Ernadi, Lapidari                      | 馬西莫·達諾爾菲 瑪蒂娜·帕倫蒂                           | 義大利、 瑞士                                    |
| 《戰火悲歌》                     | Пісні Землі, Що Повільно                        | 奧爾哈·祖巴                                             | 乌克兰、 丹麦、 瑞典                             |
| 《今日誓言》                     | Things we Said Today                            | 安德烈·烏吉卡                                           | 法國、 羅馬尼亞                                  |
| 《戰時俄軍》                     | Russians at War                                 | 安娜斯塔西亞·特羅菲莫娃                                 | 法國、 加拿大                                    |
| 影集                             |                                                 |                                                         |                                                  |
| 《免責聲明》（7集）              | Disclaimer                                      | 艾方索·柯朗                                             | 英国、 美国                                      |
| 《像我們這樣的家庭》（7集）‡     | Familier som vores                              | 湯瑪斯·凡提柏格                                         | 丹麦、 法國、 瑞典、 捷克、 比利时、 挪威、 德国 |
| 《新年前夜》（10集）             | Los años nuevos                                 | 羅德里哥·索羅格耶 桑德拉·羅梅羅 大衛·馬汀·德洛斯·桑托斯 | 西班牙                                           |
| 《墨索里尼：世紀之子》（8集）    | M. Il figlio del secolo                         | 喬·萊特                                                 | 義大利、 法國                                    |
| 短片                             |                                                 |                                                         |                                                  |
| 《花都剪影》                     | Allégorie citadine                              | 艾莉絲·羅爾瓦雀 JR                                      | 法國                                             |
| 《如果我能：第二部》             | Se posso permettermi - Capitolo II              | 馬可·貝洛奇歐                                           | 義大利                                           |
| 特別展映                         |                                                 |                                                         |                                                  |
| 《萊奧帕爾迪：無盡詩篇》（2集）  | Leopardi. Il poeta dell'infinito                | 賽吉奧·魯比尼                                           | 義大利                                           |
| 《美麗無罪》（短片）             | Beauty Is Not a Sin                             | 尼可拉·溫丁·黑芬                                        | 義大利、 丹麦                                    |
| 《怒海爭鋒：極地征伐》（2003年） | Master and Commander: The Far Side of the World | 彼得·威爾                                               | 美国                                             |

‡ 表示為LGBT題材電影，可角逐酷兒獅獎。

### 地平線
以下電影被選定為地平線，並依首映日期排序，可角逐該單元最高榮譽地平線獎：
| 中文片名                          | 原文片名                         | 導演                                        | 製作國                                      |
| 正式競賽                          | 正式競賽                         | 正式競賽                                    | 正式競賽                                    |
| --------------------------------- | -------------------------------- | ------------------------------------------- | ------------------------------------------- |
| 《儘管去愛》（開幕片）            | Nonostante                       | 瓦里歐·馬斯坦德                             | 義大利                                      |
| 《天空是我的》‡                   | Pooja, Sir                       | 迪帕克·朗尼亞                               | 尼泊尔、 美国、 挪威                        |
| 《安靜的生活》                    | Quiet Life                       | 亞歷桑德羅·阿萬納斯                         | 法國、 德国、 瑞典、 希腊、 爱沙尼亚、 芬兰 |
| 《十九歲》‡                       | Diciannove                       | 喬瓦尼·托托里奇                             | 義大利、 英国                               |
| 《馬可》                          | Marco                            | 艾托·亞瑞吉 喬恩·加拉諾                     | 西班牙                                      |
| 《占星轉運站》                    | Wishing on a Star                | 彼得·克里克斯                               | 義大利、 奥地利、 斯洛伐克、 捷克           |
| 《不可分割》                      | Mon inséparable                  | 安妮-蘇菲·巴伊                              | 法國                                        |
| 《革命在耶誕前夕》                | Anul Nou care n-a fost           | 柏格丹·穆雷薩姆                             | 羅馬尼亞、 塞爾維亞                         |
| 《家族情仇》                      | Familia                          | 法蘭切斯科·葛斯塔比爾                       | 義大利                                      |
| 《以愛之名》                      | Mistress Dispeller               | 羅寶                                        | 中国、 美国                                 |
| 《青春末世物語》                  | Happyend                         | 空音央                                      | 日本、 美国                                 |
| 《熟悉的觸感》                    | Familiar Touch                   | 莎拉·弗里德蘭                               | 美国                                        |
| 《親密》                          | L'Attachement                    | 卡琳·塔迪爾                                 | 法國、 比利时                               |
| 《節日快樂》                      | ينعاد عليكو                      | 斯堪達·科普提                               | 巴勒斯坦、 法國、 德国、 義大利、           |
| 《Pavements：記錄傳奇的四種方法》 | Pavements                        | 艾力克斯·羅斯·佩里                          | 美国                                        |
| 《卡麗莎》                        | Carissa                          | 傑森·雅各斯 德爾瑪·戴文                     | 南非                                        |
| 《艾莎》                          | Aïcha                            | 邁赫迪·巴薩維                               | 突尼西亞、 法國、 義大利、 沙烏地阿拉伯、   |
| 《死期將至》                      | Hemme’nin Öldüğü Günlerden Biri  | 穆拉特·菲拉特奧盧                           | 土耳其                                      |
| 《狗和人》                        | Al Klavim Veanashim              | 丹尼·羅森伯格                               | 以色列、 義大利                             |
| 短片競賽                          |                                  |                                             |                                             |
| 《影子》                          | Shadows                          | 蘭德·貝露蒂                                 | 法國、 约旦                                 |
| 《哀悼三聲》                      | Three Keenings                   | 奧利佛·麥高卓克                             | 英国、 爱尔兰、 美国                        |
| 《我的媽媽是一頭牛》              | Minha Mãe é uma Vaca             | 莫拉·帕索尼                                 | 巴西                                        |
| 《詹姆士》                        | James                            | 安德烈斯·羅德里格斯                         | 、 墨西哥                                   |
| 《O》                             | O                                | 魯納·魯納森                                 | 冰島、 瑞典                                 |
| 《誰愛太陽》                      | Who Loves the Sun                | 阿希亞·沙基巴                               | 加拿大                                      |
| 《月湖》                          | Moon Lake                        | 珍妮·蘇·翁德斯                              | 美国                                        |
| 《木偶與鯨》                      | Il Burattino e la Balena         | 羅伯托·卡塔尼                               | 義大利、 法國                               |
| 《毒藥貓》                        | 《毒藥貓》                       | 關天                                        | 中国                                        |
| 《門半開》                        | Nime Baz, Nime Basteh            | 阿特費·賈拉利                               | 伊朗                                        |
| 《小戰士勒內》                    | René va alla guerra              | 瑪麗亞奇拉·佩爾尼薩 盧卡·費里 摩根·梅內加佐 | 義大利、 斯洛維尼亞                         |
| 《夢想與現實》                    | Neredeyse kesinlikle yanlış      | 坎蘇·巴達爾                                 | 土耳其                                      |
| 《瑪莉詠》                        | Marion                           | 喬·維蘭德 芬·康斯坦丁                       | 法國、 英国                                 |
| 短片非競賽                        |                                  |                                             |                                             |
| 《腓特烈二世：世界奇蹟》          | F II - Lo Stupore del Mondo      | 亞歷山德羅·拉克                             | 義大利                                      |
| 地平線附加                        |                                  |                                             |                                             |
| 《九月五日》（開幕片）            | September 5                      | 提姆·費爾巴姆                               | 德国                                        |
| 《維多利亞》                      | Vittoria                         | 亞歷山德羅·卡西戈利 凱西·考夫曼             | 義大利                                      |
| 《法蘭克和妮娜的故事》            | La storia del Frank e della Nina | 寶拉·蘭迪                                   | 義大利、 瑞典                               |
| 《莫西干人》                      | Le mohican                       | 弗雷德里克·法魯奇                           | 法國                                        |
| 《象牙國王》                      | King Ivory                       | 約翰·斯瓦布                                 | 美国                                        |
| 《餘興派對》                      | After Party                      | 沃伊捷赫·斯特拉卡蒂                         | 捷克                                        |
| 《為蘭波先生尋找庇護所》          | البحث عن منفذ لخروج السيد رامبو  | 哈立德·曼蘇爾                               | 埃及、 沙烏地阿拉伯                         |
| 《目擊風暴》                      | Shahed                           | 納德·沙伊凡                                 | 德国、 奥地利                               |
| 《夜的邊緣》                      | Edge of Night                    | 特克·蘇耶                                   | 德国、 土耳其                               |

‡ 表示為LGBT題材電影，可角逐酷兒獅獎。

### 威尼斯經典
以下電影被選為威尼斯經典：
| 中文片名                            | 原文片名                                                   | 導演                          | 製作國             |
| 威尼斯經典                          | 威尼斯經典                                                 | 威尼斯經典                    | 威尼斯經典         |
| ----------------------------------- | ---------------------------------------------------------- | ----------------------------- | ------------------ |
| 《拿坡里黃金》（1954年）            | L'oro di Napoli                                            | 維多里奧·狄西嘉               | 義大利             |
| 《奧古斯托·馬查加的回歸》（1965年） | A hora e a vez de Augusto Matraga                          | 羅伯托·桑托斯                 | 巴西               |
| 《柔膚》（1964年）                  | La Peau douce                                              | 佛杭蘇瓦·楚浮                 | 法國               |
| 《夜》（1961年）                    | La notte                                                   | 米開朗基羅·安東尼奧尼         | 義大利、 法國      |
| 《大內幕》（1953年）                | The Big Heat                                               | 佛列茲·朗                     | 美国               |
| 《藥頭悲歌》（1996年）              | Pusher                                                     | 尼可拉·溫丁·黑芬              | 丹麦               |
| 《模特》（1980年）                  | Model                                                      | 佛雷德里克·懷斯曼             | 美国               |
| 《收破爛的人》（1978年）            | Ecce bombo                                                 | 南尼·莫瑞提                   | 義大利             |
| 《禁忌的遊戲》（1952年）            | Jeux interdits                                             | 勒內·克萊芒                   | 法國               |
| 《碧血黄沙》（1941年）              | Blood and Sand                                             | 鲁宾·马莫利安                 | 美国               |
| 《東京戰爭戰後秘語》（1970年）      | 東京戦爭戦後秘話                                           | 大島渚                        | 日本               |
| 《儀式》（1977年）                  | ಘಟಶ್ರಾದ್ಧ                                                     | 格里什·卡薩拉瓦利             | 印度               |
| 《金箔》（1976年）                  | Goldflocken                                                | 華納·雪洛特                   | 德国、 法國        |
| 《血戰蛇江》（1952年）              | Bend of the River                                          | 安東尼·曼                     | 美国               |
| 《卍》（1964年）‡                   | 卍                                                         | 增村保造                      | 日本               |
| 《摩訶婆羅多》（1989年）            | The Mahabharata                                            | 彼得·布魯克                   | 法國、 英国、 美国 |
| 《小報妙冤家》（1940年）            | His Girl Friday                                            | 霍華·霍克斯                   | 美国               |
| 《浩劫妙冤家》（1974年）            | Travolti da un insolito destino nell'azzurro mare d'agosto | 里娜·韋特繆勒                 | 義大利             |
| 紀錄片                              |                                                            |                               |                    |
| 《德州電鋸殺人狂：鋸戲謎疑》        | Chain Reactions                                            | 亞歷山大·菲利普               | 美国               |
| 《卡洛·馬扎庫拉蒂：某種電影觀》     | Carlo Mazzacurati - una certa idea di cinema               | 恩佐·蒙特萊奧勒 馬里奧·卡納爾 | 義大利             |
| 《宮崎駿：自然之魂》                | Miyazaki, L'Esprit de la Nature                            | 李歐·法維耶                   | 法國               |
| 《從黑暗到光明》                    | From Darkness to Light                                     | 麥可·盧瑞 艾瑞克·弗里德勒     | 美国               |
| 《千面沃隆特》                      | Volontè. L'uomo dai mille volti                            | 法蘭西斯柯·齊佩爾             | 義大利             |
| 《李奧的影像》                      | Le cinéma de Jean-Pierre Léaud                             | 西里爾·勒蒂                   | 法國               |
| 《馬龍返回貝魯特》                  | وادى مارون إلى بيروت                                       | 費魯茲·塞哈爾                 | 、 黎巴嫩          |
| 《波塔貝拉星座》                    | Constel·Lació Portabella                                   | 克勞迪奧·祖利安               | 西班牙             |
| 《帕拉贊諾夫：以德報怨》            | “I will Revenge this World with Love” Sergej Paradjanov    | 扎拉·簡                       | 亞美尼亞、 法國    |

‡ 表示為LGBT題材電影，可角逐酷兒獅獎。

### 威尼斯沉浸式
以下電影被選為沉浸式競賽片，可角逐該單元最高榮譽最佳沉浸體驗獎：
| 中文片名                                   | 原文片名                                       | 導演 | 製作國                      |
| 正式競賽                                   | 正式競賽                                       | 正式競賽 | 正式競賽                    |
| ------------------------------------------ | ---------------------------------------------- | --- | --------------------------- |
| 《樓奶奶》                                 | Mamie Lou                                      | 伊莎貝爾·安德尼                                                                                                 | 法國、 盧森堡               |
| 《乳山》                                   | Mammary Mountain                               | 塔拉·鮑斯·穆尼 卡米爾·C·貝克 馬菲·阿爾瓦雷斯                                                                    | 英国、 爱尔兰               |
| 《水域》                                   | Une eau la nuit                                | 切拉妮·博丁-昆丁 卡洛琳·勞林-博卡奇                                                                             | 加拿大                      |
| 《不可思議的小巷：新的一天》               | Uncanny Alley: A New Day                       | 史蒂芬·布奇科 瑞克·特雷威克                                                                                     | 美国、 南非                 |
| 《在雷普利的王國裡》                       | 아파트: 리플리의 세계                          | 蔡秀應 蔡恩靜                                                                                                   |                             |
| 《放開你的頭腦》                           | 《放開你的頭腦》                               | 周東彥 | 臺灣                        |
| 《項目：失落的世界》                       | Project: Lost Worlds                           | Fins | 美国                        |
| 《變革的藝術》                             | The Art of Change                              | 西蒙娜·福尼耶 文森特·魯耶斯                                                                                     | 義大利、 荷蘭、 美国        |
| 《奧托的星球》                             | Oto's Planet                                   | 格韋納爾·弗朗索瓦                                                                                               | 盧森堡、 加拿大、 法國      |
| 《與印象派畫家的一個夜晚，巴黎，1874年》   | Un soir avec les impressionnistes, Paris 1874  | 皮埃爾·蓋博 | 法國                        |
| 《這是我的心》                             | Ceci est mon coeur                             | 斯特凡·休貝爾-布萊斯 尼古拉斯·布萊斯                                                                            | 盧森堡、 加拿大、 法國      |
| 《貞潔》                                   | Pudica                                         | 伊藤圭介 | 日本                        |
| 《住所不明：福島今》                       | Address Unknown: Fukushima Now                 | 阿里夫·汗 | 日本、 臺灣、 美国          |
| 《玉山守護者》                             | The Guardians of Jade Mountain                 | 權河允 | 法國、 臺灣                 |
| 《意圖名稱提示》                           | Ito Meikyu                                     | 鮑里斯·拉貝 | 法國、 盧森堡               |
| 《奇怪的方式》                             | Strangeways                                    | 亞當·利伯 克里斯·比安奇                                                                                         | 英国、 南非、 馬爾他        |
| 《脆弱的家》                               | Fragile Home                                   | 翁德雷·莫拉維克 維多利亞·洛普希娜                                                                               | 捷克                        |
| 《衝動：玩弄現實》                         | Impulse: Playing with Reality                  | 巴里·吉恩·墨菲 梅·阿卜杜拉                                                                                      | 英国、 法國                 |
| 《玩樂生活》                               | Žaisti gyvenimą                                | 齊爾維納斯·瑙約卡斯 維利烏斯·彼得勞斯卡斯 曼塔斯·普龍庫斯 多納塔斯·烏維達斯 阿爾吉斯·克里斯丘納斯 達柳斯·齊庫斯 | 立陶宛                      |
| 《漫步源雨㵵》                             | Rencontres                                     | 馬蒂厄·普拉達                                                                                                   | 法國、 臺灣                 |
| 《簡單的沉默》                             | A Simple Silence                               | 克雷格·金特羅                                                                                                   | 臺灣                        |
| 《項目_Y：工作名稱》                       | Project_Y: Working Title                       | 菅野雄三 新詞吉村 坂本志貴 平井太郎                                                                             | 日本                        |
| 《機動戰士鋼彈：銀灰幻影》                 | 機動戦士ガンダム 銀灰の幻影                    | 鈴木健一 | 日本、 法國、 美国          |
| 《共生 /\ 失調：感知》                     | Symbiosis /\ Dybiosis: Sentience               | 托斯卡·特蘭 布倫達·雷曼 安德烈·格拉維爾 斯文·史蒂芬斯                                                           | 加拿大、 德国、 智利        |
| 《戰場》                                   | Champ de Bataille                              | 弗朗索瓦·沃蒂埃                                                                                                 | 法國、 比利时、 盧森堡      |
| 《我所知道的關於李老師的一切》             | All I Know About Teacher Li                    | 朱日莫 | 美国                        |
| 非競賽                                     |                                                | |                             |
| 《湍流：從未見過》                         | Turbulence: Jamais Vu                          | 班·約瑟夫·安德魯斯 艾瑪·羅伯茲                                                                                  |                             |
| 《無限可能：假如…？ - 一個身臨其境的故事》 | What If...? - An Immersive Story               | 戴夫·布希爾 | 美国                        |
| 《40天沒有陽光》                           | 40 dias sem o sol                              | 若奧·弗瑞 | 巴西                        |
| 《夜瑪拉第3集》                            | NightMara Episode 3                            | 詹保羅·岡薩雷斯                                                                                                 | 美国                        |
| 《阿斯特拉》                               | Astra                                          | 伊麗莎·麥克尼特                                                                                                 | 法國                        |
| 《冒險》                                   | Adventure                                      | 夏洛特·米克爾伯格 艾利歐特·格雷夫斯                                                                             | 英国                        |
| 《瑞文》                                   | Riven                                          | 蘭德·米勒 理查·溫德 漢娜·加米爾 艾瑞克·安德森 東尼·弗萊曼                                                       | 美国                        |
| 《大衛·阿滕伯勒為您帶來沉浸式博物館體驗》  | Museum alive immersive with David Attenborough | 波米克·帕特爾                                                                                                   | 英国                        |
| 《泰勒斯一號》                             | Telos I                                        | 艾米爾·達姆·賽德爾 多蘿蒂·賽卡利                                                                                | 加拿大、 瑞典、 丹麦、 英国 |
| 《第七位嘉賓VR》                           | The 7th Guest VR                               | 保羅·范德米爾                                                                                                   | 荷蘭                        |

### 雙年展學院電影
以下電影選定為雙年展學院電影：
| 中文片名             | 原文片名                 | 導演                              | 製作國                                 |
| 劇情片               | 劇情片                   | 劇情片                            | 劇情片                                 |
| -------------------- | ------------------------ | --------------------------------- | -------------------------------------- |
| 《我的生日》         | Il mio compleanno        | 克里斯蒂安·菲利皮                 | 義大利                                 |
| 《漁夫》             | The Fisherman            | 柔伊·馬丁松                       |                                        |
| 《蜜月》             | Медовий місяць           | 詹娜·奧齊納                       | 乌克兰                                 |
| 《1月2日》           | Január 2                 | 索菲亞·澤拉吉                     | 匈牙利                                 |
| VR                   |                          |                                   |                                        |
| 《未來的地球》       | Earth to Come            | 羅斯·邦德                         | 美国                                   |
| 《甲板下》           | Below Deck               | 瑪蒂娜·馬爾克內希特 馬丁·普里諾斯 | 德国、 義大利                          |
| 《花園煉金術》       | Garden Alchemy           | 米歇爾·克拉諾特 烏里·克拉諾特     | 丹麦                                   |
| 《杜尚皮亞納》       | Duchampiana              | 莉蓮·赫斯                         | 法國、 德国                            |
| 《灰谷的迴響》       | Echos of Ash Valley      | 舒祖                              | 美国                                   |
| 《中南半島未知某處》 | 《中南半島未知某處》     | 劉吉雄 鄒鳳庭                     | 臺灣、 比利时、 加拿大、 越南、 柬埔寨 |
| 《八卦編年史》       | The Gossips's Chronicles | 柯琳·馬佐利                       | 義大利                                 |

## 平行單元

### 國際影評人週
以下影片入選第39屆威尼斯國際影評人週單元：
| 中文片名                    | 原文片名                           | 導演                | 製作國                              |
| 長片競賽                    | 長片競賽                           | 長片競賽            | 長片競賽                            |
| --------------------------- | ---------------------------------- | ------------------- | ----------------------------------- |
| 《隨時，隨地》              | Anywhere Anytime                   | 米拉德·唐希爾       | 義大利                              |
| 《蝴蝶，別哭》              | Mưa trên cánh bướm                 | 楊妙靈              | 越南、 新加坡、 菲律賓、 印度尼西亞 |
| 《土生土長》                | Homegrown                          | 麥克·普雷莫         | 美国                                |
| 《不眠不休》                | No Sleep Till                      | 亞歷珊卓·辛普森     | 美国                                |
| 《保羅和波萊特洗澡》‡       | Paul & Paulette Take A Bath        | 傑斯羅·馬賽         | 英国                                |
| 《孔雀》                    | Peacock                            | 伯恩哈德·溫格       | 奥地利、 德国                       |
| 《薄荷香味》                | Moattar binanaa                    | 穆罕默德·漢迪       | 埃及、 法國、 突尼西亞、            |
| 長片非競賽                  |                                    |                     |                                     |
| 《行星B》（開幕片）         | Planète B                          | 奧德·莉亞·瑞本      | 法國、 比利时                       |
| 《小賈夫納》（閉幕片）      | Little Jaffna                      | 勞倫斯·瓦林         | 法國                                |
| 義大利短片競賽              |                                    |                     |                                     |
| 《至少我會是8,294,400像素》 | At Least I Will Be 8 294 400 Pixel | 馬可·塔拉里科       | 義大利                              |
| 《牛仔比利》‡               | Billi il cowboy                    | 菲斯·賈尼           | 義大利                              |
| 《黑銀》                    | Nero argento                       | 弗朗西斯科·曼薩托   | 義大利                              |
| 《幻影》                    | Phantom                            | 加布里埃萊·曼佐尼   | 義大利                              |
| 《扮演上帝》                | Playing God                        | 馬泰奧·布拉尼       | 義大利、 法國                       |
| 《沒有上帝》‡               | Sans Dieu                          | 亞歷山德羅·羅卡     | 義大利                              |
| 《我最好的朋友失去的東西》  | Things That My Best Friend Lost    | 瑪爾塔·伊諾森蒂     | 義大利                              |
| 短片非競賽                  |                                    |                     |                                     |
| 《黑暗地球》（開幕片）      | Dark Globe                         | 多納托·桑索內       | 義大利、 法國                       |
| 《伊格雷斯理論》（開幕片）  | The Eggregores' Theory             | 安德里亞·加托普洛斯 | 義大利                              |
| 《週日晚上》（閉幕片）      | Domenica sera                      | 馬泰奧·托頓         | 義大利                              |

‡ 表示為LGBT題材電影，可角逐酷兒獅獎。

### 威尼斯日
以下影片入選第21屆威尼斯日單元：
| 中文片名                                   | 原文片名                                        | 導演                   | 製作國                            |
| 正式競賽                                   | 正式競賽                                        | 正式競賽               | 正式競賽                          |
| ------------------------------------------ | ----------------------------------------------- | ---------------------- | --------------------------------- |
| 《阿爾法》                                 | Alpha.                                          | 揚-威廉·范·歐威克      | 荷蘭、 瑞士、 斯洛維尼亞          |
| 《古玩》                                   | Antikvariati                                    | 魯蘇丹·格魯爾吉澤      | 、 瑞士、 芬兰、 德国、           |
| 《迴力鏢》‡                                | Boomerang                                       | 沙哈布·福圖希          | 德国、 伊朗                       |
| 《姊妹》                                   | Manas                                           | 瑪麗安娜·布倫南德      | 巴西、 葡萄牙                     |
| 《沙漏下的療養院》                         | Sanatorium Under the Sign of the Hourglass      | 奎氏兄弟               | 英国、 波蘭、 德国                |
| 《根據喜悅》                               | Selon Joy                                       | 卡蜜兒·盧根            | 法國                              |
| 《糖島》‡                                  | Sugar Island                                    | 約翰內·高梅茲·特雷羅   | 、 西班牙                         |
| 《永遠超級幸福》                           | SUPER HAPPY FOREVER                             | 五十嵐耕平             | 日本                              |
| 《計程車莫納穆爾》                         | Taxi Monamour                                   | 西羅·德·卡羅           | 義大利                            |
| 《一匹白馬的熱夢》                         | 《一匹白馬的熱夢》                              | 姜曉萱                 | 马来西亚、 美国、 香港、 日本     |
| 非競賽                                     |                                                 |                        |                                   |
| 《巴塞爾》（閉幕片）                       | Basileia                                        | 伊莎貝拉·托雷          | 義大利、 瑞典、 丹麦              |
| 特別活動                                   |                                                 |                        |                                   |
| 《沙漠之魂》‡                              | Alma del Desierto                               | 莫妮卡·塔博阿達·塔皮亞 | 哥伦比亚、 巴西                   |
| 《開放式情侶》                             | Coppia aperta, quasi spalancata                 | 費德麗卡·迪·賈科莫     | 義大利                            |
| 《年齡》                                   | Kora                                            | 克勞蒂亞·瓦雷哈        | 葡萄牙                            |
| 《天堂的可能性》                           | Mogućnost raja                                  | 姆拉登·科瓦切維奇      | 塞爾維亞                          |
| 《桃子變成香蕉》‡                          | Peaches Goes Bananas                            | 瑪莉·蘿希耶            | 法國、 比利时                     |
| 《蘇丹，記得我們》                         | سودان يا غالي                                   | 欣德·梅德布            | 法國、 突尼西亞、                 |
| Miu Miu女性故事                            |                                                 |                        |                                   |
| 《我是你美麗中的美麗，我是你恐怖中的恐怖》 | 《我是你美麗中的美麗，我是你恐怖中的恐怖》      | 陳翠梅                 | 马来西亚、 義大利                 |
| 《繆繆事件》                               | El affaire Miu Miu                              | 勞拉·西塔雷拉          | 阿根廷                            |
| 威尼斯之夜                                 |                                                 |                        |                                   |
| 《一人墜落》                               | A Man Fell                                      | 喬瓦尼·洛魯索          | 義大利、 黎巴嫩、 法國、 哥伦比亚 |
| 《大樹林》                                 | Bosco Grande                                    | 朱塞佩·斯基拉奇        | 法國、 義大利                     |
| 《沙漠套房》                               | Desert Suite                                    | 法布里奇歐·費拉羅      | 義大利                            |
| 《母雞的眼睛》                             | L'occhio della gallina                          | 安東妮塔·德利洛        | 義大利                            |
| 《高風險：病房裡的一夜》                   | La scommessa - Una notte in corsia              | 喬瓦尼·多塔            | 義大利                            |
| 《快回家》                                 | Quasi a casa                                    | 卡洛琳娜·帕文          | 義大利                            |
| 《曾經》                                   | Sempre                                          | 露西亞娜·菲娜          | 葡萄牙                            |
| 《堅持住小姐！伊莎貝拉·杜克羅特無限公司》  | Tenga duro signorina! Isabella Ducrot Unlimited | 莫妮卡·史坦布利尼      | 義大利                            |
| 《瓦希姆》                                 | Vakhim                                          | 法蘭西絲卡·皮拉尼      | 義大利                            |

‡ 表示為LGBT題材電影，可角逐酷兒獅獎。

## 獎項

### 官方獎項[29]
正式競賽
- 金獅獎：《隔壁的房間》– 佩卓·阿莫多瓦
- 評審團大獎：《沒有煙硝的山村》– 莫拉·德佩洛（義大利語：Maura Delpero）
- 最佳導演銀獅獎：布拉迪·科貝特 – 《粗獷派建築師》
- 最佳女演員獎：妮可·基嫚 –《乖女孩》
- 最佳男演員獎：文森·林頓 –《安靜的兒子（法语：Jouer avec le feu）》
- 最佳劇本獎：穆里羅·豪澤爾（葡萄牙語：Murilo Hauser）、海托·洛雷加（葡萄牙語：Heitor Lorega） –《我仍在此》
- 評審團特別獎：《四月勿語（英语：April (2024 film)）》– 迪雅·庫倫貝加什維利（英语：Dea Kulumbegashvili）
- 最佳新演員獎：保羅·基爾舍（法语：Paul Kircher） – 《他們之後的孩子（法语：Leurs enfants après eux (film)）》

地平線
- 最佳影片：《革命在耶誕前夕（羅馬尼亞語：Anul Nou care n-a fost）》– 柏格丹·穆雷薩姆（羅馬尼亞語：Bogdan Mureșanu）
- 最佳導演獎：莎拉·弗里德蘭（英语：Sarah Friedland） –《熟悉的觸感（英语：Familiar Touch）》
- 評審團特別獎：《死期將至（土耳其語：Hemme'nin Öldüğü Günlerden Biri）》– 穆拉特·菲拉特奧盧（土耳其語：Murat Fıratoğlu）
- 最佳女演員：凱瑟琳·查爾芬特（英语：Kathleen Chalfant） –《熟悉的觸感（英语：Familiar Touch）》
- 最佳男演員：法蘭奇斯科·格奇（義大利語：Francesco Gheghi） –《家族情仇（義大利語：Familia (film 2024)）》
- 最佳劇本獎：斯堪達·科普提（阿拉伯语：إسكندر قبطي） –《節日快樂》
- 最佳短片：《誰愛太陽（英语：Who Loves the Sun (2024 film)）》– 阿希亞·沙基巴（英语：Arshia Shakiba）

地平線附加
- 阿瑪尼美妝觀眾票選獎：《目擊風暴（德语：The Witness (Film, 2024)）》– 納德·沙伊凡（法语：Nader Saeivar）

路易吉·德·勞倫蒂斯-未來獅子獎
- 未來獅子獎（義大利語：Leone del futuro - Premio Venezia opera prima "Luigi De Laurentiis"）：《熟悉的觸感（英语：Familiar Touch）》– 莎拉·弗里德蘭（英语：Sarah Friedland）

威尼斯經典獎
- 最佳修復電影：《收破爛的人（義大利語：Ecce bombo）》– 南尼·莫瑞提
- 最佳紀錄片：《德州電鋸殺人狂：鋸戲謎疑（英语：Chain Reactions (film)）》– 亞歷山大·菲利普（英语：Alexandre O. Philippe）

威尼斯沉浸式競賽
- 最佳沉浸體驗獎：《意圖名稱提示》– 鮑里斯·拉貝
- 評審團大獎：《奧托的星球》– 格韋納爾·弗朗索瓦
- 沉浸式成就獎：《衝動：玩弄現實》– 巴里·吉恩·墨菲、梅·阿卜杜拉

特別獎
- 榮譽金獅獎：彼得·威爾、雪歌妮·薇佛
- 導演萬歲獎（義大利語：Premio Jaeger-LeCoultre Glory to the Filmmaker）：克勞德·雷路許[30]
- 坎帕里電影激情獎：葆拉·科門奇尼（義大利語：Paola Comencini）[31]

### 平行單元
國際影評人週
- 國際影評人週大獎：《蝴蝶，別哭》– 楊妙靈
- 評審團特別提及：《不眠不休（英语：No Sleep Till）》– 亞歷珊卓·辛普森
- 最佳獨立製作：《隨時，隨地》– 米拉德·唐希爾
- 最具創新性電影：《不要哭泣，蝴蝶》– 楊妙靈
- 最佳技術貢獻：麥克·普雷莫（英语：Michael Premo） –《土生土長（英语：Homegrown (2024 film)）》
- 觀眾票選獎：《保羅和波萊特洗澡》– 傑斯羅·馬賽
- 最佳短片：《我最好的朋友失去的東西》– 瑪爾塔·伊諾森蒂
- 短片最佳導演：弗朗西斯科·曼薩托  – 《黑銀》
- 短片最佳技術貢獻：馬可·塔拉里科 – 《至少我會是8,294,400像素》
- 國家中心短片獎：《伊格雷斯理論》– 安德里亞·加托普洛斯

威尼斯日
- GdA導演獎：《姊妹》– 瑪麗安娜·布倫南德[33]
- BNL人民選擇獎：《計程車莫納穆爾》– 西羅·德·卡羅[34]
- 歐洲電影標誌獎：《阿爾法》– 揚-威廉·范·歐威克（荷兰语：Jan-Willem van Ewijk）[35]
- SIAE終身成就獎：艾莉絲·羅爾瓦雀[36]
- 創意人才獎：費德麗卡·迪·賈科莫（義大利語：Federica Di Giacomo）[37]

### 會外獎項[38]
費比西獎
- 正式競賽：《粗獷派建築師》– 布拉迪·科貝特
- 地平線：《緊急出口（羅馬尼亞語：Anul Nou care n-a fost）》– 柏格丹·穆雷薩姆（羅馬尼亞語：Bogdan Mureșanu）

酷兒獅獎
- 酷兒獅獎：《沙漠之魂（英语：Soul of the Desert）》– 莫妮卡·塔博、阿達·塔皮亞

青年電影獎
- 最佳外國電影：《粗獷派建築師》– 布拉迪·科貝特
- 最佳義大利電影：《維多利亞（義大利語：Vittoria (film 2024)）》– 亞歷山德羅·卡西戈利、凱西·考夫曼（英语：Casey Kauffman）

1964年普普藝術獎
- 1964年普普藝術獎：法比奧·葛拉薩多尼亞（義大利語：Fabio Grassadonia e Antonio Piazza）、安東尼奧·皮亞扎（義大利語：Fabio Grassadonia e Antonio Piazza）
- 最佳男主角獎：托尼·瑟維洛

史密瑟斯基金會希望大使獎
- 希望大使獎：《象牙國王》– 約翰·斯瓦布（英语：John Swab）

40歲以下作者獎
- 最佳編導：《一匹白馬的熱夢》– 姜曉萱
- 最佳導演：
  - 《不可分割（法语：Mon inséparable）》– 安妮-蘇菲·巴伊（法语：Anne-Sophie Bailly）
  - 《以愛之名（英语：Mistress Dispeller）》– 羅寶（英语：Elizabeth Lo）
- 特別提及：《革命在耶誕前夕（羅馬尼亞語：Anul Nou care n-a fost）》– 柏格丹·穆雷薩姆（羅馬尼亞語：Bogdan Mureșanu）

彼得羅·比安奇獎
- 彼得羅·比安奇獎：南尼·莫瑞提

羅伯特·布列松獎
- 羅伯特·布列松獎：馬可·貝洛奇歐

布萊恩獎
- 布萊恩獎：《隔壁的房間》– 佩卓·阿莫多瓦

瓦比之家—曼陀羅獎
- 瓦比之家—曼陀羅獎：《熟悉的觸感（英语：Familiar Touch）》– 莎拉·弗里德蘭（英语：Sarah Friedland）

聯合國教科文組織「恩里科·富爾奇尼奧尼」獎
- 聯合國教科文組織獎：《漁夫》– 柔伊·馬丁松

電影與藝術獎
- 最佳影片：
  - 《萊芬斯坦》– 安德烈斯·凡伊爾（德语：Andres Veiel）
  - 《保羅和波萊特洗澡》– 傑斯羅·馬賽
- 特別提及：奎氏兄弟（英语：Brothers Quay）

薩拉電影獎
- 薩拉電影獎：《粗獷派建築師》– 布拉迪·科貝特
- 特別提及：《殺死騎師（西班牙语：El jockey）》– 路易斯·奧特加（西班牙语：Luis Ortega）

綠滴獎
- 綠滴獎：
  - 《沒有煙硝的山村》– 莫拉·德佩洛（義大利語：Maura Delpero）
  - 《我仍在此》– 華特·薩勒斯

伊底帕斯重新獎
- 伊底帕斯重新獎：《殺死騎師（西班牙语：El jockey）》– 路易斯·奧特加（西班牙语：Luis Ortega）
- 特別提及：《蔗糖島》– 約翰內·高梅茲·特雷羅
- 青年評審團獎：《蔗糖島》– 約翰內·高梅茲·特雷羅

電影企業特別獎
- 電影企業特別獎：安妮-蘇菲·巴伊

使人工作環境基金會獎
- 使人工作環境基金會獎：《孔雀》– 伯恩哈德·溫格
- 特別提及（主題）：
  - 《蔗糖島》– 約翰內·高梅茲·特雷羅
  - 《隨時，隨地》– 米拉德·唐希爾
- 特別提及（環境）：《莫西干人》– 弗雷德里克·法魯奇

粉絲之心獎
- 金迴紋針最佳影片：《陰間大法師2》– 提姆·波頓
- 最佳銀船獎：《惡狼特工》– 強·華茲、布萊德·彼特、喬治·克隆尼
- XR粉絲體驗：《不可思議的小巷：新的一天》– 史蒂芬·布奇科、瑞克·特雷威克
- XR特別提及：《夜瑪拉第3集》– 詹保羅·岡薩雷斯

義大利電影俱樂部聯合會獎
- 最佳影片：《維多利亞（義大利語：Vittoria (film 2024)）》– 亞歷山德羅·卡西戈利、凱西·考夫曼（英语：Casey Kauffman）
- 長片特別提及：《家族情仇（義大利語：Familia (film 2024)）》– 法蘭切斯科·葛斯塔比爾（義大利語：Francesco Costabile）
- 短片特別提及：《扮演上帝》– 馬泰奧·布拉尼

影響力獎
- 影響力獎：《安靜的兒子（法语：Jouer avec le feu）》– 黛爾芬·寇林（法语：Delphine Coulin）、穆麗爾·寇林（法语：Muriel Coulin）

促進宗教交流獎
- 促進宗教交流獎：《安靜的生活（英语：Quiet Life (film)）》– 亞歷桑德羅·阿萬納斯

燈籠魔法獎
- 燈籠魔法獎：《法蘭克和妮娜的故事（義大利語：La storia del Frank e della Nina）》– 寶拉·蘭迪（義大利語：Paola Randi）

義大利青年評審團金獅獎
- 義大利青年評審團金獅獎：《安靜的兒子（法语：Jouer avec le feu）》– 黛爾芬·寇林（法语：Delphine Coulin）、穆麗爾·寇林（法语：Muriel Coulin）
- 聯合國兒童基金會推薦獎：《家族情仇（義大利語：Familia (film 2024)）》– 法蘭切斯科·葛斯塔比爾（義大利語：Francesco Costabile）

利扎尼獎
- 利扎尼獎：《西西里來信（義大利語：Iddu - L'ultimo padrino）》– 法比奧·葛拉薩多尼亞（義大利語：Fabio Grassadonia e Antonio Piazza）、安東尼奧·皮亞扎（義大利語：Fabio Grassadonia e Antonio Piazza）

奈派克獎
- 奈派克獎：《以愛之名（英语：Mistress Dispeller）》– 羅寶（英语：Elizabeth Lo）

努沃伊邁人才獎
- 最佳新進女演員獎：
  - 泰克拉·英索利婭（義大利語：Tecla Insolia） –《家族情仇（義大利語：Familia (film 2024)）》
  - 瑪蒂娜·斯克林茲（義大利語：Martina Scrinzi） –《山區新娘》

法蘭西斯柯·帕西內蒂獎
- 法蘭西斯柯·帕西內蒂獎：《西西里來信（義大利語：Iddu - L'ultimo padrino）》– 法比奧·葛拉薩多尼亞（義大利語：Fabio Grassadonia e Antonio Piazza）、安東尼奧·皮亞扎（義大利語：Fabio Grassadonia e Antonio Piazza）
- 最佳女演員獎：羅馬納·馬喬拉·韋爾加諾（義大利語：Romana Maggiora Vergano） – 《所需的時間（義大利語：Il tempo che ci vuole）》
- 特別獎：《家族情仇（義大利語：Familia (film 2024)）》主演們：法蘭奇斯科·格奇（義大利語：Francesco Gheghi）、芭芭拉·龍琪（義大利語：Barbara Ronchi）、弗朗切斯科·迪·萊瓦（義大利語：Francesco Di Leva）、馬爾科·西卡雷斯（義大利語：Marco Cicalese）

拉佩利科拉金獎
- 最佳舞台裁縫：安東內拉·巴基尼（義大利語：Antonella Bachini） – 《戰場（義大利語：Campo di battaglia (film)）》
- 最佳首席電工：克里斯蒂安·德·馬奇斯（義大利語：Kristian De Martiis）– 《山區新娘》
- 最佳道具製作：伊塔洛·莫里茲（義大利語：Italo Maurizi） – 《西西里來信（義大利語：Iddu - L'ultimo padrino）》

SIGNIS獎
- SIGNIS獎：《我仍在此》– 華特·薩勒斯

社會批判獎
- 最佳義大利電影：《沒有煙硝的山村》– 莫拉·德佩洛（義大利語：Maura Delpero）
- 最佳外國電影：《不可分割（法语：Mon inséparable）》– 安妮-蘇菲·巴伊（法语：Anne-Sophie Bailly）

原聲明星獎
- 最佳原聲帶：
  - 希爾迪·居茲納多蒂爾 –《小丑：雙重瘋狂》
  - 洛倫佐·烏爾丘洛（義大利語：Colapesce (cantante)） –《西西里來信（義大利語：Iddu - L'ultimo padrino）》
- 特別獎：法比奧·馬西莫·卡波格羅索（義大利語：Fabio Massimo Capogrosso） –《所需的時間（義大利語：Il tempo che ci vuole）》、《浩劫妙冤家（義大利語：Travolti da un insolito destino nell'azzurro mare d'agosto）》
- 年度獎項：瑪格莉塔·維卡里歐（義大利語：Margherita Vicario）

地中海大學聯盟獎
- 聯盟獎：《粗獷派建築師》– 布拉迪·科貝特

羅特拉獎
- 羅特拉獎：《西西里來信（義大利語：Iddu - L'ultimo padrino）》– 法比奧·葛拉薩多尼亞（義大利語：Fabio Grassadonia e Antonio Piazza）、安東尼奧·皮亞扎（義大利語：Fabio Grassadonia e Antonio Piazza）

## 外部連結
- 官方网站